# Волковинская, Прасковья Григорьевна
Прасковья Григорьевна Волковинская (укр. Парасковія Григорівна Волковінська; 11 октября 1938, Ходоров, Мироновский район — 30 января 2006, Киев) — советская украинская ткачиха, Герой Социалистического Труда.

## Биография
Родилась 11 октября 1938 года в селе Ходоров Киевской области Украинской ССР.
В 1974 году окончила Харьковский текстильный техникум.
В 1955—1989 годах — ткачиха-многостаночница, в 1989—1995 годах — инструктор производственного обучения, мастер смены.
С 1995 года — ткачиха Дарницкого шёлкового комбината в Киеве.
Умерла в 2006 году, похоронена в Киеве.

## Интересные факты
- Включившись в социалистическое соревнование за достойную встречу XXV съезда КПСС, ткачихи цеха № 1 Дарницкого шелкового комбината — Л. К. Кондратьева, А. Т. Золотова и П. Г. Волковинская обязались с февраля 1976 года освоить переход на расширенную зону обслуживания — 104 пневматических станка при отраслевой норме 40 станков. Освоив работу на 104 станках, ткачихи 19 мая 1976 года рапортовали ЦК Компартии Украины о выполнении планового задания года. Это достижение было наивысшим в текстильной промышленности страны[1].
- Прасковья Волковинская — автор книги «Многостаночное обслуживание в ткацком производстве», Киев, «Техніка», 1983[2].

## Награды
- Герой Социалистического Труда (1982);
- Дважды орден Ленина (1977, 1982);
- Орден Трудового Красного Знамени (1972);
- Лауреат Государственной премии УССР в области науки и техники (1977);
- Почётный гражданин Киева (1988).